# Elifaz (kibboutz)
Pour les articles homonymes, voir Elifaz.
Elifaz (hébreu : אֱלִיפַז) est un kibboutz situé dans la vallée de l'Aravah à l'extrême-sud d'Israël., près de la frontière avec la Jordanie.  Il relève de la compétence du conseil régional de Hevel Eilot. En 2019, il comptait 150 habitants.

## Histoire
Ce kibboutz est créé en 1983 par un groupe d'anciens membres du Nahal. En 2012, il devient le premier kibboutz à intégrer des résidents druzes.
Le nom Elifaz est inspiré d'Éliphaz dans le livre de Job issu du Tanakh.

## Géographie

### Localisation
Elifaz est situé à un kilomètre d'une intersection avec la route 90, à 30 km au nord d'Eilat et à 16 km au sud de Yotvata. 
À vol d'oiseau, la frontière jordanienne est à quatre kilomètres. Deux points de passage frontaliers sont accessibles via Eilat : le passage frontalier de Taba, nommé d'après la ville égyptienne frontalière et le Wadi Araba Crossing vers Aqaba en Jordanie.
La vallée est traversée par l'Israël National Trail, le sentier de randonnée qui court d'un bout à l'autre du pays.
Le parc national de Timna est situé à quelques kilomètres du kibboutz. 

### Climat
Le climat d'Elifaz est très sec, l'humidité est inférieure à 20 % et les températures sont très élevées. En été, elles peuvent régulièrement dépasser les 40 °C. Rares sont les jours nuageux et encore plus rares sont les jours pluvieux avec moins de 30 mm de pluie par an. En hiver, les températures dépassent généralement les 21 °C et peuvent descendre la nuit en-dessous de 10 °C. Les gelées sont exceptionnelles. Des crues soudaines peuvent avoir lieu dans le désert.

### Transports
La compagnie d'autobus israélienne Egged assure la liaison avec Jérusalem et Tel-Aviv ; le trajet dure en 4 à 5 heures.
L'aéroport international Ramon situé à une dizaine de kilomètres au sud d'Elifaz a été inauguré en 2019.

## Économie
Les principales activités économiques sont : l'élevage laitier, la culture de dattes, le verger de pomelos, la culture de cannabis médical et les chambres d'hôtes.